# Tim Heed
Tim Jonas Heed, född 27 januari 1991 i Oskar Fredriks församling i Göteborg, är en svensk ishockeyspelare (back) som spelar i Skellefteå AIK från och med säsongen 2013/2014. Tidigare har han spelat i Malmö Redhawks, Södertälje SK samt varit utlånad till Växjö Lakers.